# Раппапорт, Шири
Ши́ри Раппапо́рт (англ. Sheeri Rappaport; 27 октября 1977, Даллас, Техас, США) — американская актриса

 и каскадёр.

## Биография
Шири Раппапорт родилась 27 октября 1977 года в Далласе (штат Техас, США) в семье Джозефа и Эдны Раппапорт. Когда Раппапорт было девять лет, она с семьёй переехала в Нью-Йорк, чтобы проверить её актёрские способности. Она начала заниматься на курсах по актёрскому мастерству в возрасте 5 лет и получила своего первого агента в возрасте 6-ти лет.

## Карьера
Она сыграла роль в подростковом ситкоме «Кларисса» на Nickelodeon. Затем она переехала в Лос-Анджелес и сыграла ещё несколько гостевых ролей.
В 1997 году стала № 48 в рейтинге «50 самых сексуальных актрис научной фантастики» журнала «Femme Fatales». В том же году выступила каскадёром фильма «Исполнитель желаний».
В 2000—2001 годы играла роль Офицера Мэри Франко в телесериал «Полиция Нью-Йорка», ставшей одной из её самых известных ролей.
К 2012 году она сыграла в 26-ти фильмах и телесериалах и завершила карьеру.

## Избранная фильмография
Актриса
| Год       |   | Русское название           | Оригинальное название          | Роль               |
| --------- | - | -------------------------- | ------------------------------ | ------------------ |
| 1993      | с | Кларисса                   | Clarissa Explains It All       | Пайпер Хендерсон   |
| 1996      | с | Беверли-Хиллз, 90210       | Beverly Hills, 90210           | Шерри              |
| 1998      | с | Седьмое небо               | 7th Heaven                     | Конни Гэннон       |
| 1998      | с | Зена — королева воинов     | Xena: Warrior Princess         | Амазона Отере      |
| 2000—2001 | с | Полиция Нью-Йорка          | NYPD Blue                      | Офицер Мэри Франко |
| 2000—2012 | с | C.S.I.: Место преступления | CSI: Crime Scene Investigation | Мэнди Уэбстер      |
| 2003      | ф | Соединенные штаты Лиланда  | The United States of Leland    | второй офицер      |
| 2005      | с | Сильное лекарство          | Strong Medicine                | Мелисса Нолс       |

Каскадёр
- 1997 — «Исполнитель желаний» / Wishmaster